# Пономарьов Ігор Анатолійович
Ігор Анатолійович Пономарьов (азерб. İqor Ponomaryov, рос. Игорь Анатольевич Пономарёв, 24 лютого 1960, Баку) — радянський футболіст, який грав на позиції півзахисника, олімпійський чемпіон 1988 року з футболу. По завершенні футбольної кар'єри — азербайджанський футбольний тренер. Має також шведське громадянство. Заслужений майстер спорту СРСР (1989).

## Клубна кар'єра
Народився Ігор Пономарьов у Баку в сім'ї місцевих росіян, які жили в місті вже кілька поколінь. З дитинства майбутній футболіст любив займатись спортом, спочатку пробував займатися шахами та бадмінтоном. Проте пізніше батько майбутнього футболіста привів його у футбольну секцію, незважаючи на те, що мати та бабуся хлопця були проти такого вибору. Вже у ДЮСШ батько спочатку звернувся до відомого дитячого тренера Алекпера Джафарова, проте в нього не було місця в групі, і він порадив батькові звернутись до свого колеги Вагіфа Ахундова, який і став першим тренером Ігоря Пономарьова. Вже з раннього віку Ігор Пономарьов візначався неабиякими футбольними здібностями, а коли у віці 14 років у нього раптово пропав інтерес до футболу, найбільшою нагородою для нього стало повідомлення, що він включений до збірної школярів Азербайджану разом із на два роки старшими хлопцями, і за це отримав у подарунок від тренера справжні бутси, які на той час були справжнім дефіцитом. Із 1977 року Пономарьов грав за дублюючий склад найсильнішої на той час команди Азербайджанської РСР — «Нефтчі», що грала у вищій лізі СРСР, а з 1978 року включений до її основного складу. Переважну більшість часу Ігор Пономарьов був не просто гравцем основи бакинської команди, а її справжнім лідером, та одним із найкращих бомбардирів, забивши у 226 проведених у вищій лізі матчах 63 м'ячі у ворота суперників (ще 1 м'яч Пономарьов забив у перехідному турнірі за право залишитись у вищій лізі). Окрім того, Ігор Пономарьов був неперевершеним виконавцем 11-метрових штрафних ударів, і він утримує рекорд чемпіонатів СРСР у серії реалізованих підряд пенальті — 24 влучних удари, всього за кар'єру в чемпіонатах СРСР Пономарьов відзначився 31-м влучним ударом з 11-метрової позначки з 34-х можливим. Зі слів колишнього футболіста, такого результату він досяг за рахунок міцних нервів та холоднокровності. Перерву у виступах за «Нефтчі» зробив тільки у 1982 році, коли після закінчення інституту фізкультури був призваний до лав Радянської Армії, та проходив її у складі московського ЦСКА. Незважаючи на пропозиції від інших московських клубів, зокрема «Спартака», проте відхилив їх, та на початку 1983 року повернувся до бакинського клубу. Виступав у «Нефтчі» до 1988 року, а після вильоту команди до першої ліги вирішив поїхати грати за кордон. Спочатку запрошення футболісту прийшло від німецького клубу «Шальке-04», проте за деякий час через дружину футболіста повідомили, що його чекають уже в шведському «Норрчепінгу», із яким він і підписав контракт. Хоча у Швеції футболіст виступав після незалікованої травми коліна, він зумів стати одним із гравців основи, та у складі команди здобув звання чемпіона Швеції. Проте травма і далі дошкуляла футболістові, і він був вимушений закінчити кар'єру футболіста. Ігор Пономарьов не планував залишатися у Швеції після закінчення виступів на футбольних полях, проте початок подій у Карабаху змусив переглянути його це рішення. На вимогу сім'ї Ігор Пономарьов залишився у Швеції, де розпочав тренерську кар'єру.

## Тренерська кар'єра
Після завершення виступів на футбольних полях Ігор Пономарьов розпочав тренерську кар'єру, та одночасно навчався на тренерських курсах. Спочатку він працював у тренерському штабі «Норрчепінгу», був відповідальним за технічну підготовку футболістів як основного, так і юнацького кскладу команди. Пізніше Пономарьов очолював клуби 4 та 5 дивізіонів Швеції, потім деякий час займався бізнесом, керував командою 6-го дивізіону, а пізніше по запрошенню Вадима Євтушенка став тренером команди 5-го дивізіону «Реймесхольмс» зі Стокгольма. Під керівництвом Пономарьова ця команда піднялась у четвертий дивізіон, боролась за вихід до третього дивізіону. У 2000 році азербайджанська футбольна федерація запросила Ігора Пономарьова очолити національну збірну Азербайджану. На цій посаді Пономарьов відпрацював повний цикл відбору до чемпіонату світу 2002 року, і хоч команда не вийшла на чемпіонат світу, результати азербайджанської збірної були кращими, ніж у попередніх циклах відбору. Пономарьов бажав продовжити працювати зі збірною, але вимагав збільшення заробітної платні. Федерація футболу Азербайджану обіцяла подумати над пропозицією тренера, проте за деякий час назвала прізвище нового наставника команди, припинивши співпрацю з Пономарьовим. Після відходу з посади тренера збірної Ігор Пономарьов очолював шведський клуб «Сиріанска» з Седертельє, а у 2004 році став головним тренером азербайджанського клубу «Карабах-Азерсун». Майже до кінця чемпіонату, усього за 6 турів до його завершення, клуб Пономарьова лідирував у першості країни, проте на фініші чемпіонату команда здала, і зайняла лише 6 місце. Керівництво клубу не продовжило контракт із тренером, і він покинув клуб. Із 2006 року до середини 2007 року Ігор Пономарьов очолював російський нижчоліговий клуб «Машук-КМВ». У 2008—2009 роках Пономарьов очолював азербайджанську команду «Хазар-Ланкаран», і ця робота натепер є останньою в його тренерській кар'єрі.

## Виступи за збірні
Ігор Пономарьов грав за юніорські та юнацькі збірні СРСР усіх рівнів. У 1978 році Пономарьов у складі юнацької збірної СРСР став чемпіоном Європи.
У 1979 році Пономарьов був включений до складу молодіжної збірної СРСР на чемпіонат світу 1979 серед молодіжних команд. На чемпіонаті світу збірна СРСР вийшла із групи, де переграла молодіжні збірні Угорщини і Гвінеї та поступилася збірній Уругваю. У чвертьфіналі турніру в серії пенальті радянська збірна переграла збірну Парагваю, а в півфіналі перемогла збірну Польщі. У фіналі турніру на радянську збірну очікувала зустріч із збірною Аргентини, за яку виступав уже на той час відомий Дієго Марадона. У цій грі Пономарьов відкрив рахунок на 65-й хвилині зустрічі, але в подальшому радянська збірна пропустила три м'ячі, та мусила вдовольнитися срібними нагородами.
Ігор Пономарьов також став у 1980 році чемпіоном Європи серед молодіжних команд.
Всього за юнацьку збірну СРСР Ігор Пономарьов зіграв 30 матчів, за юніорську — 8 матчів, за молодіжну збірну СРСР — 24 матчі.
У 1980 році Ігор Пономарьов зіграв також свій єдиний матч за першу збірну СРСР проти збірної Аргентини, замінивши на 56-й хвилині матчу Федора Черенкова.
У 1988 році, незважаючи на те, що перед цим футболіст тільки відновився після важкої травми, Ігоря Пономарьова було запрошено до складу олімпійської збірної СРСР. На Олімпіаді 1988 року Пономарьов зіграв лише перший матч, проти збірної господарів турніру, в якому отримав травму та більше не виходив на поле. Незважаючи на це, Ігор Пономарьов разом зі всією радянською командою отримав золоті олімпійські нагороди, а 1989 року отримав звання заслуженого майстра спорту.

## Особисте життя
Ігор Пономарьов одружений, із дружиною мають двох дітей. Його син, Анатолій Пономарьов, також був професійним футболістом, виступав за збірну Азербайджану.

## Досягнення
- Олімпійський чемпіон (1): 1988

- Чемпіон Швеції (1):

«Норрчепінг»: 1989
- Переможець Юнацького чемпіонату Європи з футболу (1): 1978
- Переможець молодіжного чемпіонату Європи: 1980